# Provinz Sajama
Sajama ist eine Provinz im nordwestlichen Teil des Departamento Oruro im Hochland des südamerikanischen Anden-Staates Bolivien.

## Lage
Die Provinz Sajama ist eine von sechzehn Provinzen im Departamento Oruro. Sie liegt zwischen 17° 39' und 18° 39' südlicher Breite und zwischen 67° 38' und 68° 45' westlicher Länge.
Sie grenzt im Nordwesten an das Departamento La Paz, im Westen an die Republik Chile, im Südwesten an die Provinz Sabaya, im Südosten an die Provinz Litoral, im Osten an die Provinz Carangas und im Nordosten an die Provinz San Pedro de Totora.
Die Provinz erstreckt sich über eine Länge von 120 Kilometer in Nord-Süd-Richtung und über 135 Kilometer in Ost-West-Richtung.

## Bevölkerung
Die Einwohnerzahl der Provinz Sajama ist in den vergangenen drei Jahrzehnten um mehr als die Hälfte angestiegen:
| Jahr | Einwohner | Quelle       |
| ---- | --------- | ------------ |
| 1992 | 7 891     | Volkszählung |
| 2001 | 9 096     | Volkszählung |
| 2012 | 9 390     | Volkszählung |
| 2024 | 11 948    | Volkszählung |

43,4 Prozent der Bevölkerung sind jünger als 15 Jahre. 90,4 Prozent der Bevölkerung sprechen Aymara, 88,6 Prozent Spanisch und 4,2 Prozent Quechua. (2001)
97,0 Prozent der Bevölkerung haben keinen Zugang zu Elektrizität, 90,8 Prozent leben ohne sanitäre Einrichtung (1992).
68,2 Prozent der Erwerbstätigen arbeiten in der Landwirtschaft, 0,3 Prozent im Bergbau, 5,4 Prozent in der Industrie, 26,1 Prozent im Dienstleistungsbereich (2001).
66,1 Prozent der Einwohner sind katholisch, 26,9 Prozent sind evangelisch (1992).

## Gliederung
Die Provinz unterteilte sich bei der letzten Volkszählung von 2024 in die folgenden beiden Verwaltungsbezirke (bolivianisch „Municipios“):  
- 04-0401 Municipio Curahuara de Carangas – 6.671 Einwohner
- 04-0402 Municipio Turco – 5.277 Einwohner

## Ortschaften in der Provinz Sajama
- Municipio Curahuara de Carangas
  - Curahuara de Carangas 1668 Einw. – Sajama 276 Einw. – Lagunas 164 Einw. – Caripe 134 Einw.

- Municipio Turco
  - Turco 574 Einw. – Tambo Quemado 418 Einw. – Cosapa 264 Einw. – Chachacomani 168 Einw.